# Racem
Racem (lat. racemus) u botaničkom smislu označava "grozdasti" cvat cvjetnica u kojemu su cjetovi raspoređeni na kratkim stapkama duž glavne stabljike, npr. đurđice.